# Valdas Adamkus
Valdas Adamkus (født Voldemaras Adamkevičius, 3. november 1926) var Litauens præsident fra 12. juli 2004 til 12. juli 2009. Han var også præsident i perioden fra 1998 til 2003, men tabte ved præsidentvalget i 2003 til Rolandas Paksas, som blev afsat pga. korruption. Herefter stillede Adamkus igen op til præsidentvalget – og vandt.
Adamkus har boet i USA fra 1949 til 1997, året før han første gang blev valgt til præsident i Litauen. I USA arbejdede han i 27 år for den amerikanske forbundsregerings miljøbeskyttelsesagentur EPA indtil sin pension i 1997, hvorefter han flyttede tilbage til Litauen. Han er ikke medlem af noget politisk parti, men da han boede i USA, var han republikaner.